# Ipar Kutxa

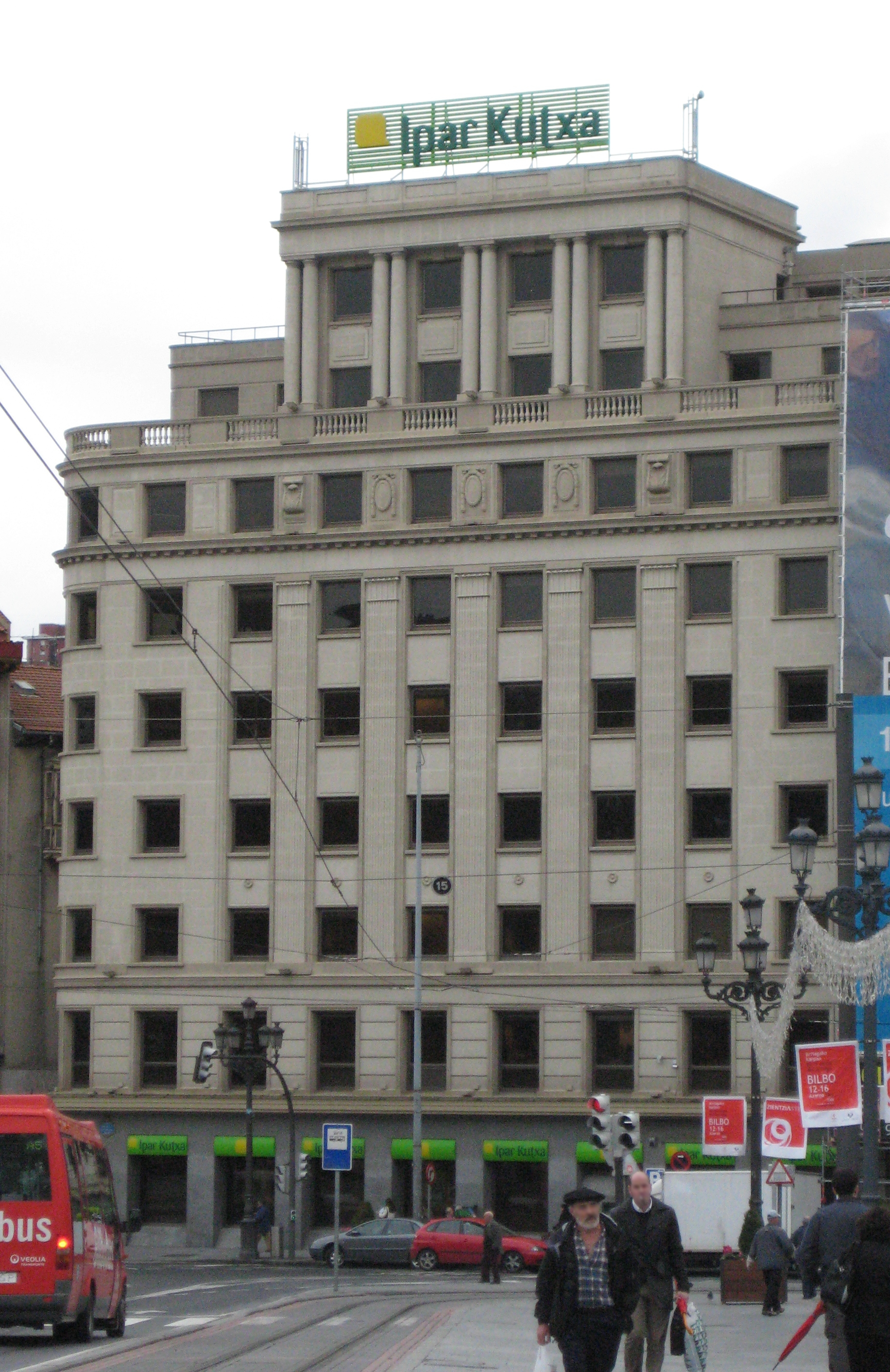
Edificio de Ipar Kutxa en Bilbao.

Ipar Kutxa Rural Sociedad Cooperativa de Crédito, más conocida por su nombre comercial de Ipar Kutxa (nombre que significa 'Caja del Norte'), fue una cooperativa de crédito vasca hasta su fusión con Caja Laboral (también conocida como Euskadiko Kutxa) en 2012, de la cual se creó la nueva entidad Laboral Kutxa. 
Tradicionalmente ha estado vinculada al mundo rural vizcaíno por sus orígenes como caja rural de Vizcaya. En los últimos años a su negocio tradicional se unió una importante expansión por zonas urbanas de Vizcaya, abriendo numerosas sucursales en Bilbao, Baracaldo o Guecho y por la provincia de Álava, donde abrió numerosas oficinas en Vitoria. También se especializó en promociones inmobiliarias y en préstamos hipotecarios, utilizando por ello el eslogan comercial de la Caja de la Vivienda. En febrero de 2009 abrió la primera de sus sucursales en Guipúzcoa.
Su domicilio social se encontraba en Bilbao (Vizcaya).

## Historia
- 1965: Se funda en Bilbao la Caja Rural Provincial de Vizcaya, una caja rural destinada a apoyar a los agricultores y ganaderos vizcaínos.
- 1980: La entidad pasa a denominarse Caja Rural Provincial de Vizcaya, Sociedad Cooperativa de Crédito Limitada.
- 1986: Cambia su denominación de forma significativa y pasa a llamarse Caja Rural Vasca, Sdad. Coop. Cto. Ltda.. En euskera toma la marca Baserritarren Kutxa. El cambio de denominación se debió a la apertura de oficinas fuera de Vizcaya.
- 1997: Cambia ligeramente el nombre, para ser Caja Rural Vasca, S. Coop. de Crédito. OPA fallida para hacerse con el control del banco guipuzcoano Bankoa.
- 2003: Comienza el año con 65 sucursales abiertas. Cambia su razón social a la actual. A pesar de que mantiene en su denominación el nombre Rural, su marca comercial se limita a Ipar Kutxa
- 2008: A finales de año comienza su expansión en Guipúzcoa. En diciembre de 2009 tiene tres sucursales, en San Sebastián, Hernani y Tolosa.
- 2012: Se aprueba la fusión de Ipar Kutxa con Caja Laboral en una nueva Sociedad Cooperativa de Crédito.[1] Adopta el nombre de Caja Laboral Popular, Coop. de Crédito, mantiene las marcas anteriores y además utiliza una marca comercial combinada: Caja Laboral Ipar Kutxa.[2]

## Administración
- Presidente: Juan María Orbe Ugalde
- Director general: Carlos Osés Irulegui